# Життя, яке воно є
«Життя, яке воно є» (англ. Life Itself) — американський драматичний фільм 2018 року, створений Деном Фогельманом для компанії Amazon. Прем'єра стрічки відбулася 8 вересня на Міжнародному кінофестивалі в Торонто (Канада), початок прокату: 21 вересня — Північна Америка, 18 жовтня — Україна.

## Синопсис
Фільм, що складається із п'яти глав, розповідає історію кохання, яка охоплює десятиліття і континенти — від нью-йоркських вулиць до іспанського села — і все це виявляється пов'язане єдиною подією.

## Виробництво
Сценарій, написаний Деном Фогельманом у 2016 році, студія FilmNation Entertainment придбала після того, як той потрапив у «чорний список» найкращих нереалізованих сценаріїв. Продюсери вирішили запросити самого Фогельман як режисера стрічки. Сюжетна лінія потребувала, аби одного й того самого персонажа грало декілька акторів у різному віці, тому обсяжний кастинг почався невідкладно, й уже в листопаді 2016 року Оскар Айзек затверджений на головну роль. Решта акторів основного складу визначена протягом грудня 2016 — січня 2017 року. Основні знімальні роботи розпочалися у березні 2017 року в Нью-Йорку, США, та продовжилися у травні того ж року в Кармоні, Іспанія. Прем'єра стрічки відбулася у Торонто у вересні 2018 року.
Іспанська мова у двох главах фільму, дія яких відбувається в Іспанії, практично не перекладається (за винятком двох коротких епізодів у переказі нарратора). Глядач, який не знає іспанської, може стежити лише за мімікою персонажів та подіями, аби здогадуватися про суть того, що відбувається.

## Критика
Крім фестивалю в Торонто, протягом осені 2018 року фільм був показаний на кінофестивалі в Цюриху (29 вересня), нідерландському «альтернативному» фестивалі (PAC, Pathé Alternative Cinema Festival, 30 вересня), Лондонському (15 жовтня) та Стокгольмському міжнародному кінофестивалі (11 листопада) та на знаковій кіноподії Іспанії — «Мадридська прем'єра» (12 листопада). Незважаючи на зірковий акторський склад та безпрограшну тему життєвої історії кількох поколінь, фільм отримав загалом негативні відгуки критиків і глядачів, які назвали його сюжет «перевантаженим», а загальний вигляд — «непривабливим».
Видання «Голлівудський репортер» за підсумками 2018 року поставило «Життя, яке воно є» на четверту сходинку свого рейтингу найгірших фільмів.

## У головних ролях

Родинне дерево основних героїв фільму «Життя, яке воно є»

| Актор                                             | Роль                                                                       |
| ------------------------------------------------- | -------------------------------------------------------------------------- |
| Оскар Айзек                                       | Вілл Демпсі (англ. Will Dempsey)                                           |
| Олівія Вайлд                                      | Еббі Демпсі (англ. Abby Dempsey) дружина Вілла                             |
| Кейтлін Кармайкл (англ. Caitlin Carmichael)       | Еббі (11—13 років)                                                         |
| Джордана Роуз (англ. Jordana Rose)                | Еббі (5—7 років)                                                           |
| Менді Патінкін                                    | Ірвін Демпсі (англ. Irwin Dempsey) батько Вілла                            |
| Олівія Кук                                        | Ділан Демпсі (англ. Dylan Dempsey) дочка Еббі та Вілла                     |
| Кая Крузе (англ. Kya Kruse)                       | Ділан (в юності)                                                           |
| Аліса Сушкова (англ. Alisa Sushkova)              | Ділан (немовля)                                                            |
| Лайя Коста                                        | Ізабела Гонсалес (англ. Isabel González)                                   |
| Аннетт Бенінг                                     | д-р Кейт Моррис (англ. Dr. Cait Morris)                                    |
| Антоніо Бандерас                                  | Вінсент Саччоне (англ. Vincent Saccione)                                   |
| Алекс Моннер (ісп. Àlex Monner)                   | Родріго Гонсалес (англ. Rodrigo González) син Ізабели та Хав'єра           |
| Єрай Альба Леон (ісп. Yeray Alba León)            | Родріго (14 років)                                                         |
| Пабло Лагвенс Абад (ісп. Pablo Lagüens Abad)      | Родріго (13 років)                                                         |
| Хав'єр Вердуго Луке (ісп. Javier Verdugo Luque)   | Родріго (10 років)                                                         |
| Адріан Марреро (ісп. Adrian Marrero)              | Родріго (7—10 років)                                                       |
| Джин Смарт (англ. Jean Smart)                     | Линда Демпсі (англ. Linda Dempsey) мати Вілла                              |
| Серхіо Періс-Менчета (ісп. Sergio Peris-Mencheta) | Хав'єр Гонсалес (англ. Javier González) чоловік Ізабели, батько Родріго    |
| Лоренца Іззо                                      | Елена Демпсі-Гонсалес (англ. Elena Dempsey-González) дочка Родріго і Ділан |
| Семюел Л. Джексон                                 | голос за кадром                                                            |